# Hội chứng sợ phải gọi hoặc nói chuyện qua điện thoại
Hội chứng sợ phải gọi hoặc nói chuyện qua điện thoại (telephonophobia, telephobia) là một nỗi sợ hãi của việc thực hiện hoặc tham gia các cuộc gọi điện thoại, nghĩa đen là "sợ điện thoại". Nó được coi là một loại ám ảnh xã hội hoặc lo lắng xã hội. Nó có thể được so sánh với hội chứng sợ đứng trước đám đông, trong đó cả hai đều phát sinh từ việc phải tham gia với một người nào đó, và sợ hãi liên quan đến việc bị chỉ trích, đánh giá hoặc bị trở thành một kẻ ngốc. Phổ biến như những nỗi sợ hãi và ám ảnh khác, hội chứng sợ phải gọi hoặc nói chuyện qua điện thoại cũng có những mức độ nghiêm trọng và những khó khăn tương ứng. Năm 1993, có khoảng 2,5 triệu người ở Anh bị ám ảnh qua điện thoại.
Thuật ngữ "lo âu qua điện thoại" ám chỉ mức độ ám ảnh điện thoại thấp hơn, trong đó người bệnh lo lắng về việc sử dụng điện thoại, nhưng ở mức độ ít nghiêm trọng hơn mức ám ảnh thực tế.
Những người có thể gặp khó khăn khi giao tiếp trực tiếp, đồng thời gặp khó khăn khi giao tiếp như vậy qua điện thoại.

## Nguyên nhân
Hội chứng sợ phải gọi hoặc nói chuyện qua điện thoại có thể là do sợ hành động hoặc ý nghĩ trả lời điện thoại hoặc sợ tiếng chuông thực sự của những cuộc điện thoại. Nhạc chuông có thể tạo ra một chuỗi các lo lắng, đặc trưng bởi những suy nghĩ liên quan đến việc phải nói, biểu diễn ngôn ngữ nói và trò chuyện. Những người mắc phải hội chứng này xem những người gọi họ là một mối đe dọa. Sự lo âu có thể được kích hoạt bởi những lo ngại rằng người gọi có thể chịu đựng những tin tức xấu hoặc gây khó chịu hoặc là người gọi chơi khăm họ.
Sợ gọi điện có thể liên quan đến những lo ngại về việc tìm kiếm thời điểm thích hợp để gọi, vì sợ bị phiền toái. Một số người có thể lo lắng về việc phải "biểu diễn ngôn ngữ nói" trước ai đó thực sự.
Sợ sử dụng điện thoại trong bất kỳ ngữ cảnh nào (thực hiện hoặc nhận cuộc gọi) có thể liên quan đến sự lo lắng về chất lượng âm thanh kém và lo ngại rằng một bên hoặc bên kia sẽ không hiểu những gì đã được nói, dẫn đến hiểu lầm hoặc có nhu cầu để lặp lại, giải thích thêm, hoặc các hình thức đàm phán tiềm tàng khác. Những nỗi sợ này thường liên quan đến sự vắng mặt của ngôn ngữ cơ thể qua đường dây điện thoại, và cá nhân lo sợ mất cảm giác kiểm soát. Những người mắc phải hội chứng này thường báo cáo lo sợ rằng họ có thể không đáp ứng một cách thích hợp trong cuộc trò chuyện, hoặc thấy mình không có gì để nói, dẫn đến sự im lặng lúng túng, lắp bắp hoặc nói lắp. Những trải nghiệm quá khứ, chẳng hạn như nhận tin tức chấn thương, hoặc chịu đựng một cuộc gọi khó chịu và tức giận, cũng có thể đóng vai trò trong việc tạo ra sự sợ hãi.

## Triệu chứng
Một loạt các triệu chứng có thể được nhìn thấy trong một người bị ám ảnh điện thoại, nhiều người trong số đó được chia sẻ với sự lo lắng. Những triệu chứng này có thể bao gồm đau dạ dày, thần kinh yếu, lòng bàn tay đầy mồ hôi, nhịp tim nhanh, khó thở, buồn nôn, khô miệng và run rẩy. Người mắc phải hội chứng này có thể trải qua cảm giác sợ hãi khủng khiếp. Kết quả của các cuộc tấn công tinh thần hoảng loạn có thể bao gồm tăng thông khí và căng thẳng. Những triệu chứng tiêu cực và kích động này có thể được tạo ra bởi cả ý nghĩ tạo và nhận cuộc gọi hoặc những hành động như vậy.

## Ảnh hưởng
Điện thoại rất quan trọng cho cả việc liên lạc với người khác và truy cập các dịch vụ quan trọng và hữu ích. Kết quả là, ám ảnh này gây ra rất nhiều căng thẳng và ảnh hưởng đến cuộc sống cá nhân của nhiều người, cuộc sống công việc và đời sống xã hội. Những người mắc phải các ám ảnh điện thoại thường tránh nhiều hoạt động, chẳng hạn như lên lịch sự kiện hoặc làm rõ thông tin. Căng thẳng được tạo ra tại nơi làm việc vì việc sử dụng điện thoại có thể đóng một vai trò quan trọng trong sự nghiệp.